# بيوي (طائر)
البيوي (الاسم العلمي:Contopus) هو جنس من الطيور يتبع فصيلة عصافير الملك من رتبة العصفوريات.

## أنواع طائر البيوي
- بيوي أبيض الحنجرة
- بيوي أخضر
- بيوي أسود
- بيوي جامايكي
- بيوي دخاني
- بيوي رمادي
- بيوي عريض المنقار
- بيوي كاريبي
- بيوي كبير
- بيوي كئيب
- بيوي مغروي
- بيوي كوبري
- بيوي غربي
- بيوي هسبنيولي